# 21º Battaglione genio pionieri "Timavo"
Il 21º Battaglione genio pionieri "Timavo" è stato un reparto del genio dell'Esercito Italiano, fondato una prima volta nel 1975 e attivo fino al 1979, era inquadrato nella 3ª Brigata missili "Aquileia" e stanziava presso la caserma "Chinotto" di Vicenza. Ripristinato nel 1981 a Caserta presso la caserma "G. Amico" e posto alle dipendenze della Regione Militare Meridionale manteneva una compagnia autonoma a Portogruaro presso la caserma Luciano Capitò che fu poi sciolta il 31 gennaio 1996. Il 21 settembre 1992 il battaglione è inquadrato nel 21º Reggimento Genio Pionieri e, riconfigurato in unità guastatori, nel corso del 2001, passa alle dipendenze della 8ª Brigata bersaglieri "Garibaldi".

## Storia

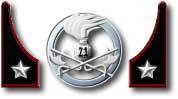
Mostrine e fregio del
21º Genio pionieri

La Compagnia genio pionieri "Aquileia" trae origine dal 21º Reggimento genio, costituito il 1º ottobre 1937 in Trani.

Il 17 ottobre 1937, il 21º Reggimento Genio si trasferisce in Africa settentrionale, a Bengasi, inquadrato nel neo costituito XXI Corpo d'armata della Cirenaica.

Dal 1º gennaio 1938 è ordinato su tre Battaglioni Misti ed ha sede in Bengasi.
All'inizio della Seconda Guerra Mondiale diviene Centro di Mobilitazione e tramite il Deposito costituisce reparti delle varie specialità impiegati con le Grandi Unità che operano in Africa Settentrionale:
- XXI Battaglione speciale artieri di Corpo d'armata;
- XXI Battaglione collegamenti di Corpo d'armata;
- LXIII Battaglione misto per la 63ª Divisione autotrasportabile "Cirene";

che diedero prova del loro valore soprattutto in Cirenaica.

Il Centro di mobilitazione viene sciolto il 31 maggio 1941, il 21º Reggimento Genio invece si scioglie nel novembre 1942 per eventi bellici.

Il 1º gennaio 1953 viene ricostituito in Trani il XXI Battaglione genio pionieri di Corpo d'armata.

Il 1º aprile 1962 una Compagnia Genio Pionieri del XXI Battaglione Genio Pionieri di Corpo d’Armata si trasferisce ad Oderzo alle dipendenze della III Brigata Missili.

Il 19 gennaio 1963 il XXI Battaglione Genio Pionieri di Corpo d’Armata, assegnato alla III Brigata Missili si trasferisce nuovamente da Trani a Vicenza, nella cui sede, il 31 maggio 1967, si ricongiunge anche la Compagnia Genio Pionieri con sede ad Oderzo.

Il 1º ottobre 1975 il XXI Battaglione Genio Pionieri di Corpo d’Armata in Vicenza assume la denominazione di 21º Battaglione Genio Pionieri "Timavo" e gli viene assegnata, con Decreto del 12 novembre 1976, la Bandiera di Guerra che fu del 21º Reggimento Genio.

Il 1º febbraio 1979 il 21º Battaglione Genio Pionieri "Timavo" viene sciolto.

Nello stesso anno lo Stato Maggiore dell'Esercito, nel quadro di una più razionale distribuzione delle Unità del Genio sul territorio nazionale ed anche per consentire interventi tempestivi in caso di pubbliche calamità nel Sud, dispone la costituzione, in data 1º febbraio 1979, in Caserta presso la Caserma "G. Amico", del Battaglione Genio Pionieri per X Comando Meridionale Territoriale alle dipendenze del Comandante del Genio della Regione Militare Meridionale.

Ridotto a Compagnia Genio Pionieri per X Comando Meridionale Territoriale viene sciolta il 31 dicembre 1979, il 1º gennaio 1980 assume la denominazione di 21º Battaglione Genio Pionieri "Timavo" e ne eredità la Bandiera di Guerra.

Nella stessa giornata del 1º gennaio 1980 è creata, autonoma con sede in Vicenza, la Compagnia Genio Pionieri "Aquileia" dal 21º Battaglione Genio Pionieri "Timavo".

Successivamente, nel dicembre 1983, la Compagnia Genio Pionieri "Aquileia" si trasferisce a Portogruaro rimanendo sempre autonoma nell'ambito della 3ª Brigata Missili "Aquileia".

Il 31 gennaio 1991 è stata soppressa. Il 21 settembre 1992 il battaglione è inquadrato nel 21º Reggimento genio pionieri e, riconfigurato in unità guastatori, nel corso del 2001, passa alle dipendenze della 8ª Brigata bersaglieri "Garibaldi".
Il battaglione ha partecipato all'Operazione Strade Pulite nel febbraio 2010.

### Le denominazioni
Altre dipendenze
- 01.10.1937 – 00.11.1942 = 21º Reggimento Genio (Trani)
- 01.01.1953 – 01.04.1962 = XXI Battaglione Genio Pionieri di Corpo d’Armata (Trani)

III Brigata missili
- 01.04.1962 – 01.10.1975 = XXI Battaglione Genio Pionieri di Corpo d’Armata (Trani e Vicenza)
- 01.10.1975 – 28.11.1977 = 21º Battaglione Genio Pionieri "Timavo" (Vicenza)

3ª Brigata missili “Aquileia”
- 28.11.1977 – 01.02.1979 = 21º Battaglione Genio Pionieri "Timavo" (Vicenza)
- 01.01.1980 – 31.01.1991 = Compagnia Genio Pionieri "Aquileia" (Vicenza e Portogruaro)

### I comandanti
- febbraio 1982 - maggio 1986: Cap. Claudio Pacini
- 1986: Cap. Lamberto Uvai
- aprile 1988 - gennaio 1991: Cap. Corrado Piccione